# 古龙镇 (肇源县)
古龙镇，是中华人民共和国黑龙江省大庆市肇源县下辖的一个乡镇级行政单位。

## 行政区划
古龙镇下辖以下地区：
永胜村、得胜村、河南村、古龙村、道宝村、立陡山村、长山村、东太村、大革村、永跃村、立强村、伍家村、富强村和共荣村。